# Сенат (Тринидад и Тобаго)
Сенат (англ. Senate) — верхняя палата двухпалатного парламента Тринидада и Тобаго.

## Состав
Сенат является назначаемой верхней палатой двухпалатного парламента Тринидада и Тобаго. Располагается в Красном доме. Сенат состоит из 31 члена, которых назначает президент. Из них 16 сенаторов правительства (парламентского большинства) назначаются по рекомендации премьер-министра; 6 сенаторов оппозиции назначаются по рекомендации лидера оппозиции; 9 независимых сенаторов назначаются по усмотрению президента из числа выдающихся лиц страны, которые представляют другие сектора гражданского общества. Глава палаты, Президент Сената, избирается из числа сенаторов, которые не являются министрами или парламентскими секретарями (помощниками министров в парламенте). Сенатор должен быть гражданином Тринидада и Тобаго и не моложе 25 лет.